# 玉泉街道 (济源市)
玉泉街道，是中华人民共和国河南省济源市下辖的一个乡镇级行政单位。

## 行政区划
玉泉街道下辖以下地区：
亚桥社区、北堰头社区、西水屯社区、北水屯社区、南水屯社区、罡头社区、西马头社区、中马头社区、东马头社区、苗店社区、旧河庄社区、东郭路社区、西郭路社区、王庄社区、石牛新村社区、白沟新村社区、刘庄新村社区、陆家岭新村社区、竹峪新村社区、段庄社区、南堰头社区和亚桥社区。